# Robert C. Fulford

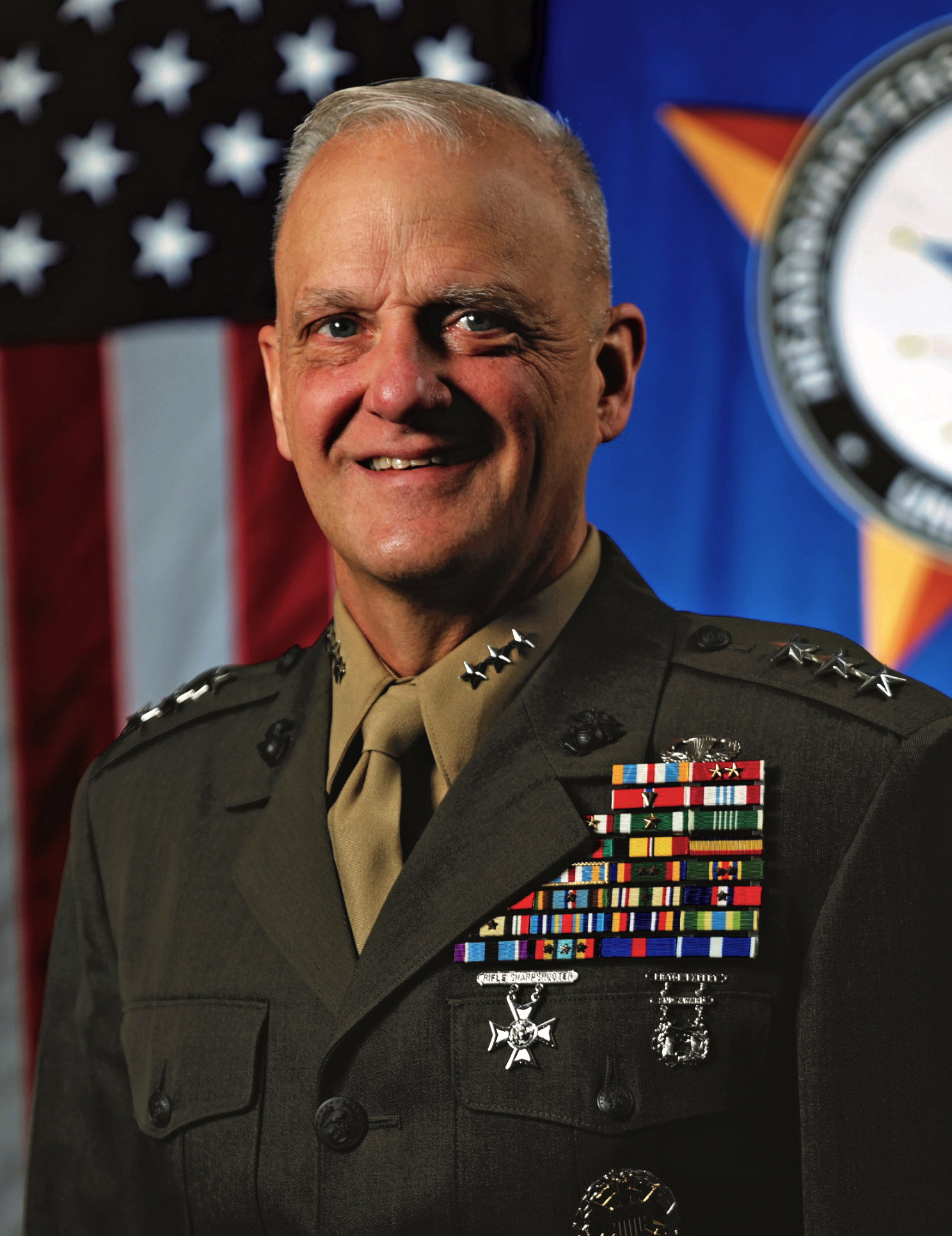
Robert C. Fulford (2024)

Robert C. Fulford ist ein Lieutenant General des United States Marine Corps und seit Dezember 2024 stellvertretender Kommandeur des United States European Command (USEUCOM).  ￼

## Militärische Laufbahn
Fulfords Vater Carlton W. Fulford war bereits Berufssoldat im United States Marine Corps und bekleidete von 2002 bis 2002 den Posten als stellvertretender Kommandeur des United States European Command, den sein Sohn 2024 übernahm. Robert Fulford wurde 1992 nach seinem Abschluss an der United States Naval Academy zum Offizier ernannt.  Als Infanterieoffizier diente er in verschiedenen Positionen innerhalb der Fleet Marine Force, darunter als Zugführer und Kommandeur eines kombinierten Panzerabwehrteams im Battalion Landing Team 1/4 mit Einsätzen bei der 15th und 13rd Marine Expeditionary Unit. Er war zudem Kompaniechef im Battalion Landing Team 2/8, das mit der 24. Marine Expeditionary Unit eingesetzt wurde. Als Operationsoffizier des Teams 2/8 nahm er an der Operation Iraqi Freedom teil.
Weitere Kommandos umfassten das Battalion Landing Team 3/2 mit zwei Einsätzen bei der 22nd Marine Expeditionary Unit, das Special Purpose Marine Air Ground Task Force – Crisis Response – Africa zur Unterstützung des United States Africa Command sowie die 26th Marine Expeditionary Unit mit Einsätzen für das USEUCOM und das United States Central Command.
Zusätzliche Aufgaben beinhalteten Tätigkeiten als Taktikausbilder und Zugführer beim Infantry Officer Course, Kommandeur der Recruiting Station Baltimore, Maryland sowie Aide de Camp des 35. Commandant of the Marine Corps, James F. Amos. Außerdem war er Abteilungsleiter für Strategic Plans and Policy Directorate (J5) im Joint Staff sowie Direktor der Expeditionary Warfare School.
Als General diente Fulford als Legislative Assistant des 38. Commandant of the Marine Corps, David H. Berger, als stellvertretender Direktor für Operationen beim USEUCOM, als stellvertretender Kommandierender General der I. Marine Expeditionary Force und als Kommandierender General der 1st Marine Division. Im Dezember 2024 übernahm er die Position des stellvertretenden Kommandeurs des USEUCOM.